# Cerro de la Muerte Biological Station
Die Cerro de la Muerte Biological Station (Estación Biológica Cuericí, Estación Biologica Experimental Villa Mills) ist eine von mehreren Forschungsstationen zur biologischen Feldforschung in Costa Rica.

## Geographie
Die Station liegt auf einer Höhe von 3200 m am südöstlichen Abhang des Cerro Bellavista (einem der höchsten Punkte in der Cordillera de Talamanca). Sie ist damit die höchstgelegene biologische Station in Costa Rica.

## Verwaltung
Federico Valverde ist der Eigentümer der Station. Er ist ein ehemaliger Herpetologe der University of Costa Rica. Er entschied sich diese Ländereien zu schützen und sie für die Wissenschaftsgemeinschaft zugänglich zu machen. Aus diesem Grund ist die Station nur für Forschung und akademische Zwecke zugänglich. Sie bietet Möglichkeiten für Forschungsprojekte im Gebiet der höheren Eichenwälder auf Höhen von 3100–3400 m und des Páramo oberhalb der Baumgrenze.

## Ziele
Die Station dient dem Schutz der natürlichen Schönheit des Páramo und soll bei dauerhaft angelegten Forschungsprojekten zum Verständnis der Biodiversität und zur Wertschätzung der Naturschätze durch innovative Bildungsprogramme für Schüler und Studenten vor Ort beitragen.
Forscher aus aller Welt kommen zur Station, wobei viele Institutionen aus den Vereinigten Staaten jährlich mit Studentengruppen zur Demonstration von Tropen-Ökologie kommen. Auch Kurse der University of Costa Rica bieten Exkursionen zur Station an.
Die Mitarbeiter versorgen die Besucher mit den notwendigen Dienstleistungen und Lebensmitteln. Die Station ist besonders bekannt für die selbst hergestellte Hot Sauce.

## Flora und Fauna
Die vorherrschende Baumart ist Quercus costarricensis. Außerdem gibt es viele weitere Strauch- und Kletterpflanzenarten und viele Wirbeltiere und Insekten lassen sich beobachten. Eine umfassende Inventur der Lebewesen wurde 2007 durchgeführt.